# ليغا برو 1995-96
ليغا برو 1995-96 (بالبرتغالية: Liga de Honra de 1995–96‏) هو موسم من ليغا برو. فاز فيه نادي ريو أفي.